# Pseudarcopagia victoriae
Pseudarcopagia victoriae is een tweekleppigensoort uit de familie van de Tellinidae. De wetenschappelijke naam van de soort is voor het eerst geldig gepubliceerd in 1914 door Gatliff & Gabriel.